# Carl Rønnow
Carl eller Karl Rønnow (ca. 1445 – 1501) var en dansk biskop og rigsråd, halvbror til Marquard Rønnow.
Han var søn af Claus Rønnow til Hvidkilde, blev 1474 valgt til biskop i Odense, i hvilken stilling han lod trykke et breviarium og et missale, de ældste fra noget dansk stift bevarede trykte bøger af denne art, udsendt for at skabe ensartethed med hensyn til gudstjenestens rituelle del.